# Фалилеево (городской округ Шаховская)
Фалилеево — деревня в городском округе Шаховская Московской области.

## Население
| 1859 | 1926 | 2002 | 2006 | 2010 |
| ---- | ---- | ---- | ---- | ---- |
| 131  | ↗170 | ↘9   | ↘7   | ↘2   |

## География
Деревня расположена в южной части округа, примерно в 24 км к юго-западу от райцентра Шаховская, на безымянном левом притоке реки Иночи, высота центра над уровнем моря 253 м. Ближайшие населённые пункты — Михалёво на юго-западе и Никольское на северо-востоке.
В деревне останавливаются автобусы до райцентра, а иногда и до Москвы.

## Исторические сведения
В 1769 году Фалилеева — деревня Хованского стана Волоколамского уезда Московской губернии в составе большого владения коллежского советника Владимира Федоровича Шереметева. В деревне 13 дворов и 54 души.
В середине XIX века деревня Фалелеево относилась к 1-му стану Волоколамского уезда Московской губернии и принадлежало поручику Ивану Васильевичу Сатину. В деревне было 17 дворов, крестьян 58 душ мужского пола и 79 душ женского.
В «Списке населённых мест» 1862 года — владельческая деревня 1-го стана Волоколамского уезда Московской губернии по правую сторону Московского тракта, шедшего от границы Зубцовского уезда на город Волоколамск, в 46 верстах от уездного города, при колодце, с 21 двором и 131 жителем (61 мужчина, 70 женщин).
По данным на 1890 год входила в состав Серединской волости, число душ мужского пола составляло 63 человека.
В 1913 году в Фалилееве — 25 дворов.
По материалам Всесоюзной переписи населения 1926 года — деревня Михалевского сельсовета, проживало 170 человек (75 мужчин, 95 женщин), насчитывалось 33 крестьянских хозяйства.
С 1929 года — населённый пункт в составе Шаховского района Московской области.
1994—2006 гг. — деревня Косиловского сельского округа Шаховского района.
2006—2015 гг. — деревня сельского поселения Серединское Шаховского района.
2015 г. — н. в. — деревня городского округа Шаховская Московской области.